# Biała trucizna
Biała trucizna – polski film fabularny (dramat) z 1932 roku. Obraz nie zachował się do dziś.
Piosenki do filmu wykonał Mieczysław Fogg, zaś w scenach tanecznych udział wzięli: Zizi Halama i Feliks Parnell.

## Fabuła
Film opowiada historię Jana Kańskiego, uzależnionego od kokainy przemysłowca. Wciągnięty w nałóg za przyczyną pięknej kobiety, odwraca się od rodziny i przyjaciół. Ratunek przed ostatecznym upadkiem zawdzięcza kilkuletniej córce, która wyrusza na poszukiwania ojca.

## Obsada
- Stefan Jaracz – przemysłowiec Jan Kański
- Seweryna Broniszówna – żebraczka
- Wiesław Gawlikowski – żebrak
- Kazimierz Justian – handlarz kokainą
- Henryk Małkowski – lichwiarz
- Maria Zarębińska (w napisach nazwisko: Zarembińska) – kokainistka
- Maria Dobrzyńska – córka
- Mariusz Maszyński
- Tadeusz Olsza
- Stanisław Sielański
- Irena Grywińska
- Stanisław Daniłowicz
- Maria Nowicka
- Zofia Mysłakowska